# إيلا كامبل
إيلا كامبل (بالإنجليزية: Ella Orr Campbell)‏ هي عالمة نبات وكاتِبة نيوزيلندية، ولدت في 28 أكتوبر 1910 في دنيدن في نيوزيلندا، وتوفيت في 24 يوليو 2003 في بالميرستون نورث في نيوزيلندا. وهي أول امرأة تنضم إلى هيئة تدريس كلية ماسي الزراعية المعروفة اليوم بجامعة ماسي عام 1945م. وفي عام 2003م، تمت تسمية المعشبة في ماسي على اسمها لتصبح «معشبة دام إيلا كامبل» تشريفًا لها. بعد أن تقاعدت عن التدريس عام 1976م، استمرت في البحث والنشر لمدة عقدين آخرين، وتقاعدت بشكل نهائي عام 2000 بعمر 90 عامًا.

## النشأة والتعليم
ولدت كامبل في مدينة دنيدن، والدُها هو أور كامبل وكان يعمل مقاولَ بناء، وأمها هي آجنيس كامبل، وهي الابنة الأكبر بين أطفالهم الخمسة. درست والدتها الصيدلة في جامعة أوتاغو، وكانت خالتها جين من أوائل النساء اللواتي حصلن على شهادة في الطب في نيوزيلندا عزت كامبل اهتمامها بعلم النبات إلى تلك الأوقات التي كانت تخرج فيها للمشي مع والدها وهي طفلة،[2] كما أنها تأثرت كثيرًا بعالمة النبات هيلين كيركلاند دالريمبل، والتي كانت صديقةً لعائلتها.
وبعد تخرّجها من مدرسة ثانوية بنات أوتاجو، التحقت كامبل بدورة تدريبية مدة سنتين في كليّة تدريب معلمي دنيدن، وفي الوقت نفسه، التحقت أيضًا بجامعة أوتاغو. حصلت كامبل على شهادة الدبلوم في التدريس عام 1930م، وفي عام 1931م انضمت إلى قسم علم النبات في جامعة أوتاجو للدراسة بإشراف عالم النبات جون هولواي. حصلت على شهادة الماجستير في علم النبات مع امتيازٍ من الدرّجة الأولى عام 1934م، وكانت أطروحتها بعنوان: "نمو الجنين والتركيب الوعائي لنبات سرخس الماء، ونشرت في أعمال الجمعية الملكية النيوزلندية عام 1936م.

## حياتها المهنية

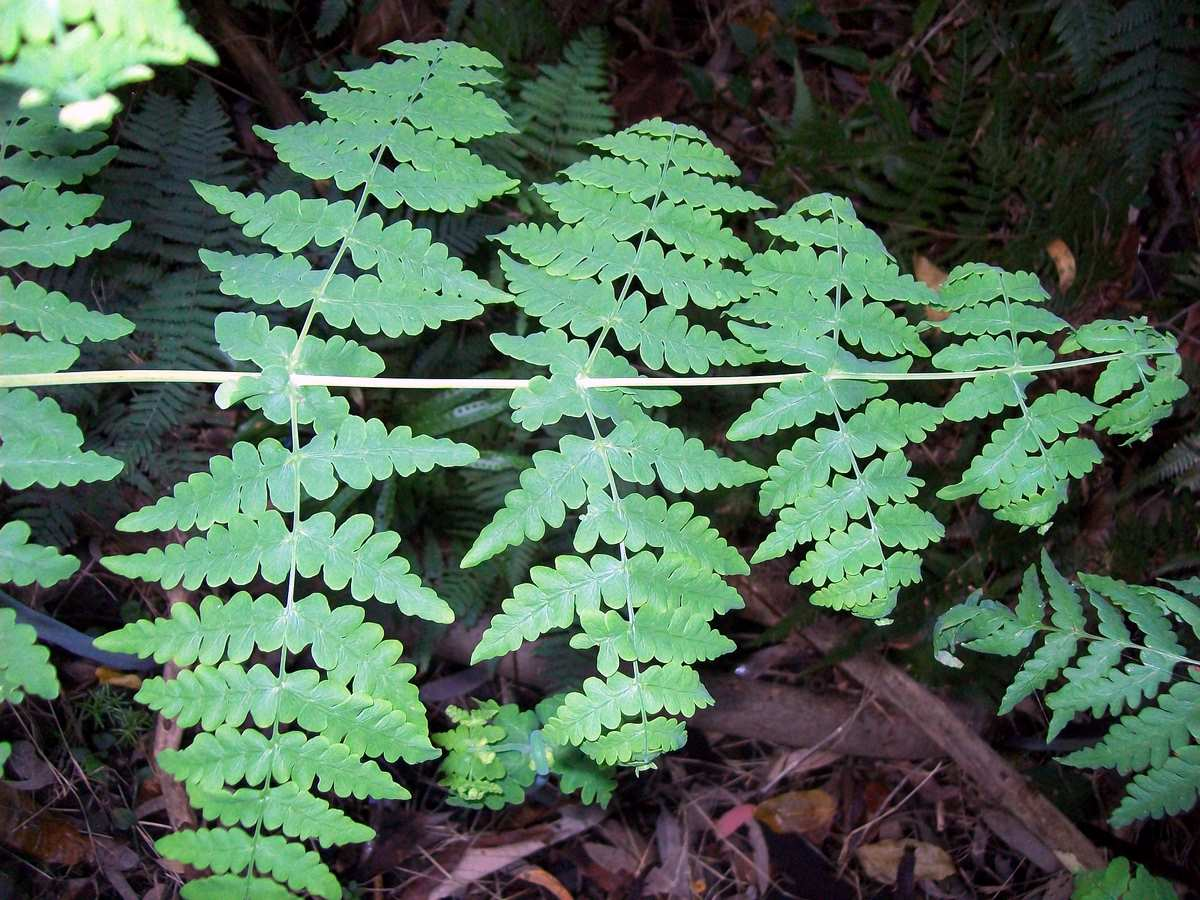
سرخس، أستراليا

عند تخرّجها، درّست كامبل في مدرسة وايتاكي الثانوية للبنات في أومارا لسنة واحدة، وأصبحت بعد ذلك مساعدة تدريس لعلم النبات في جامعة فيكتوريا (ويلينغتون). وفي عام 1936م عادت كامبل إلى جامعة أوتاجو للعمل جنبًا إلى جنب مع هولواي، وبقيت هناك حتى عام 1944م، نفس السنة التي تقاعد فيها هولواي. تعلمت كامبل التحدث بالألمانية وأعطت محاضرة بها في متحف حديقة الأشجار والنباتات في داهلم، برلين.
وفي مارس عام 1945م، انضمت كامبل إلى هيئة تدريس كلية ماسي الزراعية المعروفة اليوم بجامعة ماسي،  لتكون أول امرأة تحقق ذلك، وأعطت محاضراتٍ عن علم التشكل وعلم تشريح النبات، وقادت رحلات البحث الميدانية في شاطئ هيماتانجي الموجود في جزيرة كابيتي وفي حديقة تونجاريرو الوطنية تضمنت مشاريعها البحثيّة دراسة وفحص الجذريات الفطرية ذات العلاقة ببساتين الفاكهة، وكذلك البحث في النباتات الطحلبية، وخصوصًا تصنيف وتشكل الحشائش البوقية وغصينات الحشائش الكبدية. كما قادت أعمالًا ميدانية عالمية مثل الرحلات إلى جامعة كامبريدج، وسنغافورة، والهند، ونيبال، وأستراليا، وماليزيا، واليابان، والولايات المتحدة، وكندا.
منحت جامعة أوتاجو درجة الدكتوراه في العلوم لكامبل عام 1976م، وتقاعدت في نفس السنة، لكنّها بقيت مع الجامعة بشكل فخريّ واستمرت في أبحاثها. تركزت منشوراتها في هذه الفترة بشكل رئيس على رتب المرشانتيات والميتزجيريات من شعبة النباتات الكبدية، وبعضها ركّزت على الحشائش البوقية الموجودة في نيلوزيلندا وتضمنت فحص التفاصيل التي يمكن رؤيتها عبر المجهر الإلكتروني الماسح أو المجهر الإلكتروني النافذ فقط.
في عام 1978، نشرت كامبل اكتشافها الذي تضمن أن كنباث الحقول (ذنب الخيل الحقلي) النامية في بالمرستون الشمالية هي فصائل غازية، وذلك بعد سنوات من اعتقاد الآخرين أنها نباتات زينة. كما قامت بعمل أبحاث حول نباتات خثّ الرخاخ الفريدة.
بحلول ميلادها الثمانين، كانت كامبل قد نشرت أورقًا علميّة حول النباتات الكبدية (37 ورقة)، وبساتين الفاكهة (5 أوراق)، والأراضي الرطبة (5 ورقات)، ومواضيع أخرى (10 ورقات). كما أنها قامت بكتابة أوراق مشهود لها عالميًّا حول الفطريات الجذرية ذات الصلة بفطر بساتين الفاكهة الأرضية النيوزلندي غيري التغذية. استمرت كامبل في البحث والنشر كزميلة فخريّة لأكثر من عقدين، وتقاعدت عام 2000م وهي بعمر 90 عامًا. وفي 4 إبريل عام 2003، أُعيد تسمية معشبة جامعة ماسي التي كانت كامبل قد ساعدت في توسيعها وزرعها لتصبح «معشبة دام إيلا أور كامبل»، وكان ذلك في حفل رسميّ بحضورها.

## أنشطة أخرى
تُعد كامبل من الأعضاء المؤسسين لجمعية سحلبيات ماناواتو، وكانت عضوًا في جمعيّة نباتيّي نيوزيلندا،[1] وعضوًا فخريًّا مدى الحياة في الرابطة الدولية لأخوات المحبة، وكانت الرئيس الافتتاحيّ لفرع شمال بالمرستون. 
كانت كامبل أيضًا لاعبة حماسية في رياضة هوكي الحقل أيام دراستها الجامعيّة، ولعبت في فريق كلية تدريب معلمي دنيدن، وقادت فريق هوكي الحقل في جامعة نيوزيلندا وفريق هوكي أوتاجو النسويّ، وربحث ثلاث ميداليات جامعيّة في عام 1931م، وعام 1933م، وعام 1934م. وساعدت في تكوين وإنشاء فريق هوكي نسوي في بالمرستون الشمالية، ودرّبت فريق الهوكي النسوي في جامعة ماسي. وكانت أيضًا عضوًا في مجلس الهوكي النسوي النيوزلندي.

## الجوائز
تضمنت أبرز جوائزها حصولها على عضوية في المعهد الملكي النيوزيلندي للزراعة عام 1976م، وميدالية ماسي من جامعة ماسي عام 1992م، ووسام الاستحقاق النيوزيلندي عام 1997 لكونها رائدة في مجال البحث النباتي في الجامعة.

## أعمالها
شاركت في تأليف كتاب «علم النبات الزراعي» بالإنجليزية، والذي نشرت نسخته الأولى عام 1954، والنسخة الثانية عام 1960م، وأُعيدت طباعته عام 1997م.

## حياتها الشخصية
لم تتزوج كامبل ولم تحظ بأطفال قطّ، وشخصت بمرض سرطان الثدي عام 1980م وأجرت عملية استئصال لثديها. وفي يونيو عام 2001، غادرت كامبل بيتها في بالمرستون إلى بيت التقاعد حيث ماتت في 24 يوليو عام 2003 بعمر 92 عامًا، ودفن رمادها مع عائلتها في مقبرة خليج أندرسون في دنيدن.